# Sindrome CREST
La sindrome CREST, in passato chiamata sindrome di Thibierge-Weissenbach, attualmente è nota come la forma cutanea limitata di sclerosi sistemica (lcSSc). È un disturbo del tessuto connettivo multisistemico. L'acronimo "CREST" si riferisce alle cinque caratteristiche principali:
- C: Calcinosi, accumulo di calcio in sedi periarticolari colpite da traumi ripetuti. Drenano all'esterno con fistole spontanee.
- R: Fenomeno di Raynaud
- E: Esofagopatia  o dismotilità esofagea
- S: Sclerodattilia
- T: Teleangectasie

La sindrome CREST è associata a anticorpi contro i centromeri (un componente del nucleo cellulare) e di solito risparmia i reni (una caratteristica più comune nella condizione correlata della sclerodermia sistemica). Se i polmoni sono coinvolti, è solitamente sotto forma di ipertensione polmonare.

## Segni e Sintomi

### Calcinosi
CREST causa ispessimento e tensione della pelle con deposizione di noduli calcifici ("calcinosi").

### Fenomeno di Raynaud
Il fenomeno di Raynaud è spesso la prima manifestazione di CREST / lcSSc, che precede gli altri sintomi di anni. Lo stress e la temperatura fredda inducono una vasocostrizione esagerata delle piccole arterie, delle arteriole e dei vasi termoregolatori della pelle delle dita. Clinicamente questo si manifesta con una transizione bianco-blu-rosso nel colore della pelle. Alla base di questa transizione c'è il pallore e la cianosi delle dita, seguita da un'iperemia reattiva mentre si scaldano. Quando estremo e frequente, questo fenomeno può portare a ulcerazioni digitali, gangrena e amputazione. L'ulcerazione può predisporre a infezioni croniche del sito coinvolto.

### Dismotilità esofagea
Si presenta come una sensazione di cibo che si blocca (disfagia) nell'esofago medio o inferiore, dolore toracico atipico o tosse. I pazienti affermano spesso che devono bere liquidi per ingoiare cibi solidi. Questo problema di motilità deriva dall'atrofia della muscolatura liscia del tratto gastrointestinale. Questo cambiamento può verificarsi con o senza evidenza patologica di fibrosi tissutale significativa.

### Sclerodattilia
Sebbene sia la manifestazione più facilmente riconoscibile, non è prominente in tutti i pazienti. L'ispessimento generalmente coinvolge solo la pelle delle dita distale rispetto alle articolazioni metacarpo-falangea in CREST. All'inizio della malattia, la pelle può apparire edematosa e infiammata. Alla fine, i fibroblasti dermici sovraproducono la matrice extracellulare portando ad un aumento della deposizione di collagene tissutale nella pelle. Il cross-linking del collagene provoca quindi un progressivo rafforzamento della pelle. Le ulcere ischemiche digitali si formano comunemente sulle dita distali nel 30-50% dei pazienti.

### Teleangectasie
Le teleangectasie marcate (capillari dilatati) si verificano sulla pelle del viso, sulla superficie palmare delle mani e sulle mucose. Le teleangectasie tendono ad essere più numerose in quei pazienti con altra malattia vascolare correlata alla sclerodermia (cioè ipertensione arteriosa polmonare). Il numero di teleangiectasie e dei siti coinvolti tende ad aumentare nel tempo.

### Altre condizioni associate
Altri sintomi della sindrome CREST possono essere debolezza, dispnea, dolore alle mani e ai piedi, vertigini e guarigione lenta delle ferite.
I pazienti con lcSSc comunemente presentano ipertensione arteriosa polmonare che può portare al cuore polmonare (insufficienza cardiaca a causa dell'aumentata pressione dell'arteria polmonare).

## Eziologia
La sindrome Crest è data dalla produzione di anticorpi autoimmuni anti-nucleari e anti-centromero, sebbene il vero processo ezio-patologico non è stato ancora compreso totalmente. È stato esclusa la causa infettiva come fattore causale scatenante la patologia.

## Diagnosi
La CREST non è facilmente diagnosticabile in quanto imita i sintomi di altre malattie autoimmuni. Le diagnosi vengono solitamente fornite quando un paziente presenta almeno due dei cinque principali sintomi clinici. Gli esami del sangue possono confermare la presenza di anticorpi ANA e ACA. Le biopsie cutanee sono necessarie a confermare la diagnosi.

## Terapia
La progressione della malattia può essere rallentata con immunosoppressivi e altri farmaci sintomatici rispettivamente per il reflusso esofageo, ipertensione polmonare e fenomeno di Raynaud .Tuttavia non esiste una cura per questa malattia, in quanto non esiste una cura per la sclerodermia in generale.

## Epidemiologia
La sindrome CREST può essere osservata fino al 10% dei pazienti con colangite biliare primitiva.

### Storia
La combinazione di sintomi fu segnalata per la prima volta nel 1964 da R.H. Winterbauer, da studente di medicina alla Johns Hopkins School of Medicine.